# Berry (Kentucky)
Berry è un comune degli Stati Uniti d'America, situato nello Stato del Kentucky, nella contea di Harrison.